# Тамни скелар
Тамни скелар (лат. Erynnis tages) врста је лептира из породице скелара (лат. Hesperiidae).

## Опис врсте
Мали, тешко уочљив  али лако препознатљив лептир. Није изразит летач, а боја му варира од светлосмеђе па до врло тамне браон. Шаре се такође разликују од примерка до примерка, некада су једва приметне а некада изражене. 

## Распрострањење и станиште
Када му је време, може се нађи практично свуда осим на великим висинама. Раширен је по целој Европи изузев крајњег севера.

## Биљке хранитељке
Основне биљке хранитељке су: Звездан (Lotus corniculatus) и копитица (Hippocrepis comosa).